# Upload (série télévisée)
Upload est une série télévisée américaine de science-fiction créée par Greg Daniels et mise en ligne depuis le 1er mai 2020 sur Amazon Prime Video, incluant les pays francophones.

## Synopsis
En 2033, les humains sont capables de se « télécharger » dans un au-delà virtuel de leur choix. Lorsque Nathan, un programmeur informatique, meurt prématurément, il est téléchargé au très coûteux Lake View, mais il se retrouve alors sous la coupe d'Ingrid, sa petite amie possessive et toujours vivante. Alors que Nathan s'adapte aux avantages et aux inconvénients du paradis numérique, il s'attache à Nora, sa représentante du service clientèle encore vivante. Nora doit faire face à la pression de son travail, à son père mourant qui ne veut pas être téléchargé, et à ses sentiments grandissants pour Nathan, tout en se persuadant peu à peu que ce dernier a été assassiné.

## Distribution

### Acteurs principaux
- Robbie Amell (VF : Anatole de Bodinat) : Nathan Brown
- Andy Allo (VF : Alice Orsat) : Nora Antony
- Allegra Edwards (VF : Laura Blanc) : Ingrid Kannerman
- Zainab Johnson (VF : Corinne Wellong) : Aleesha
- Kevin Bigley (en) (VF : Juan Llorca) : Luke

Introduits dans la saison 2
- Mackenzie Cardwell (VF : Youna Noiret) : Tinsley
- Paulo Costanzo (VF : Thomas Roditi) : Matteo

Photos des acteurs principaux
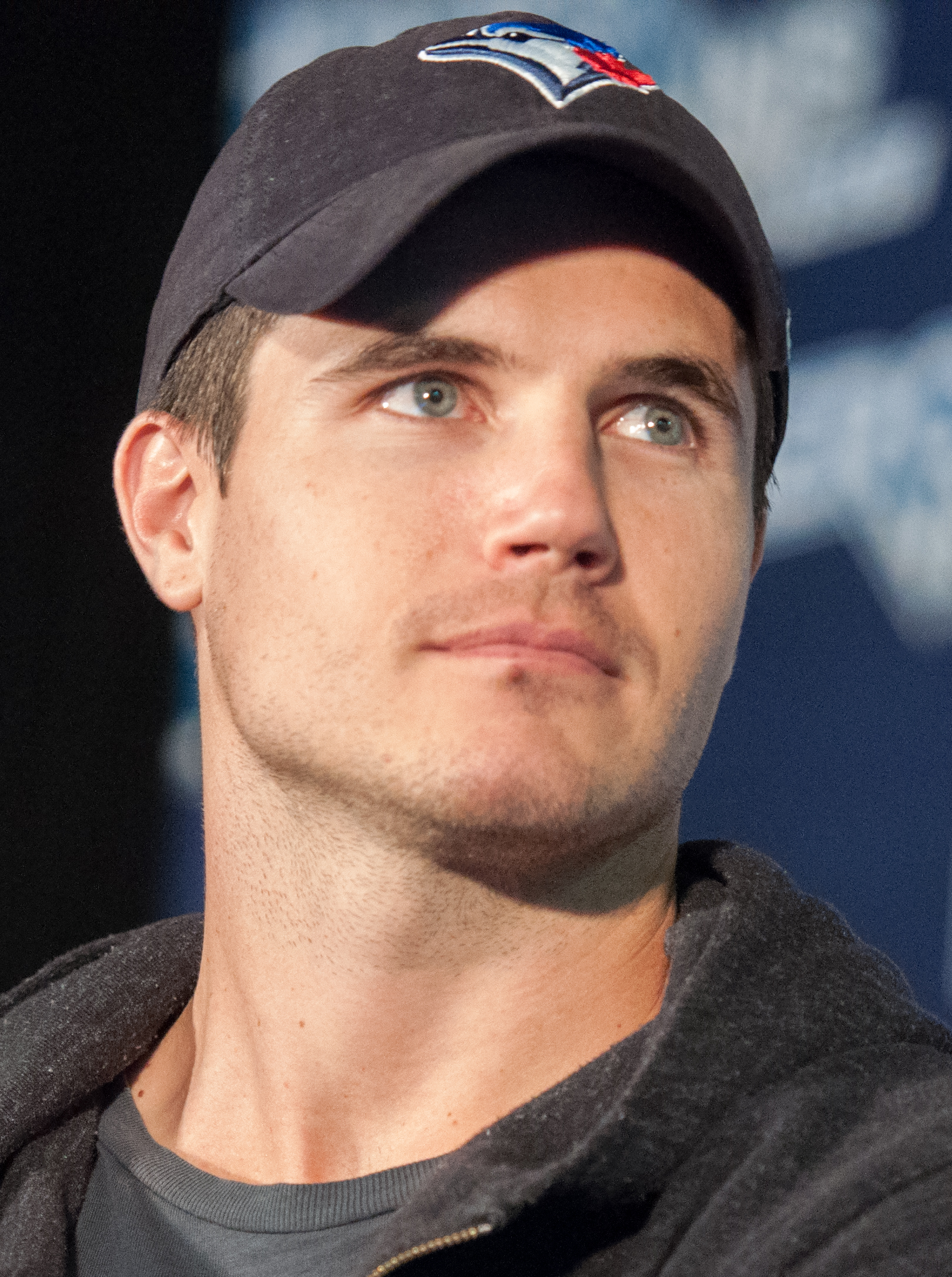
Robbie Amell interprète Nathan Brown.
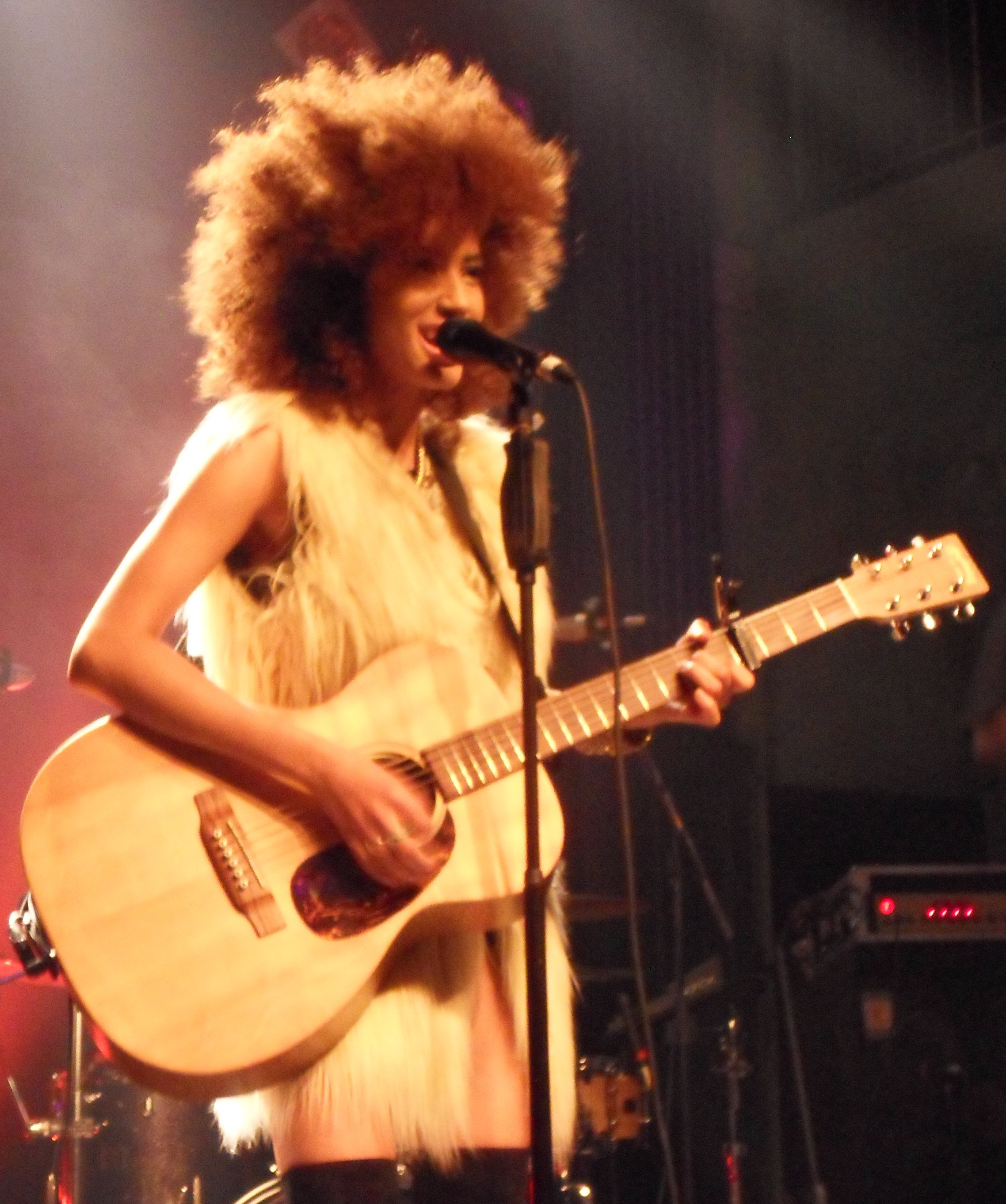
Andy Allo interprète Nora Antony.
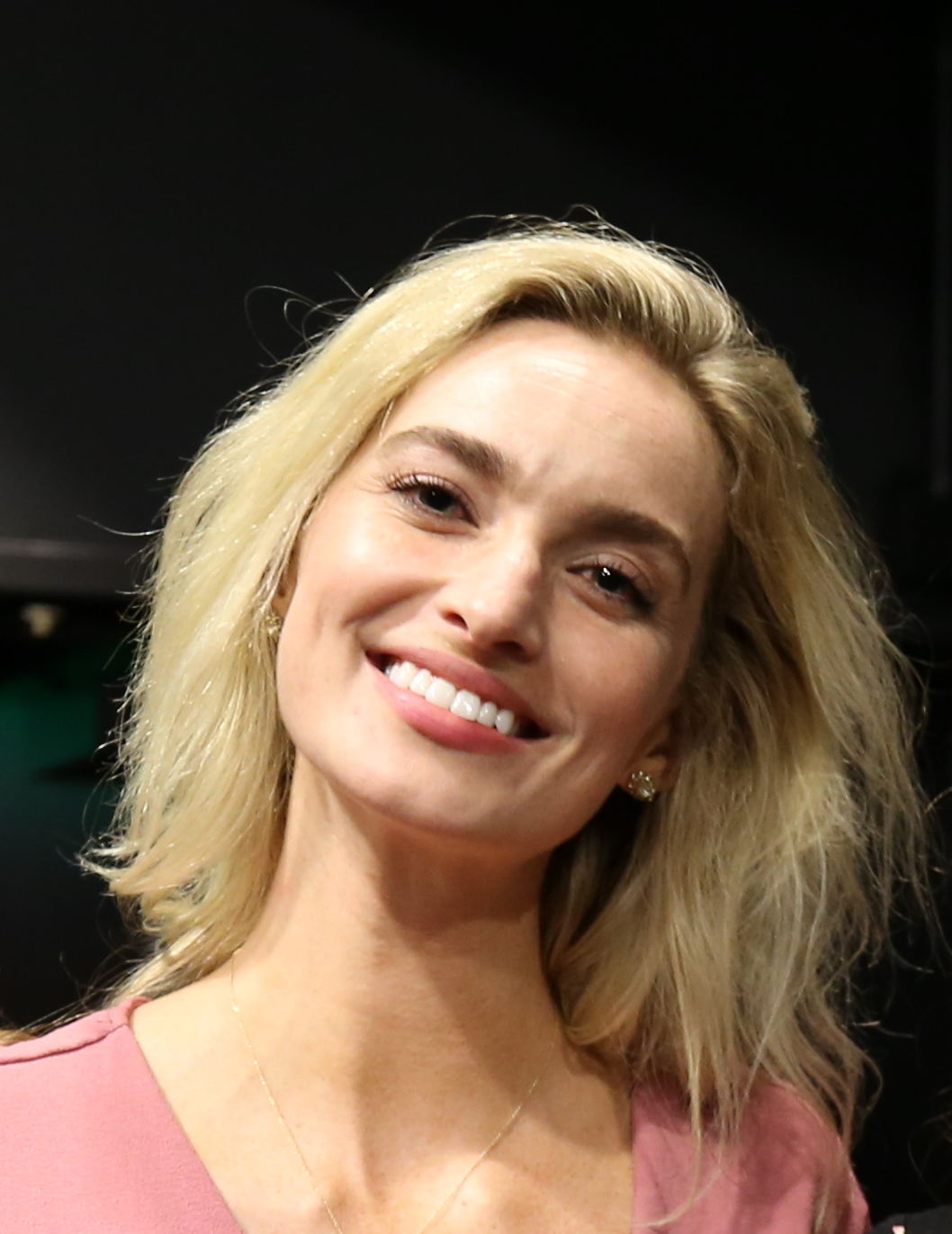
Allegra Edwards interprète Ingrid Kannerman.
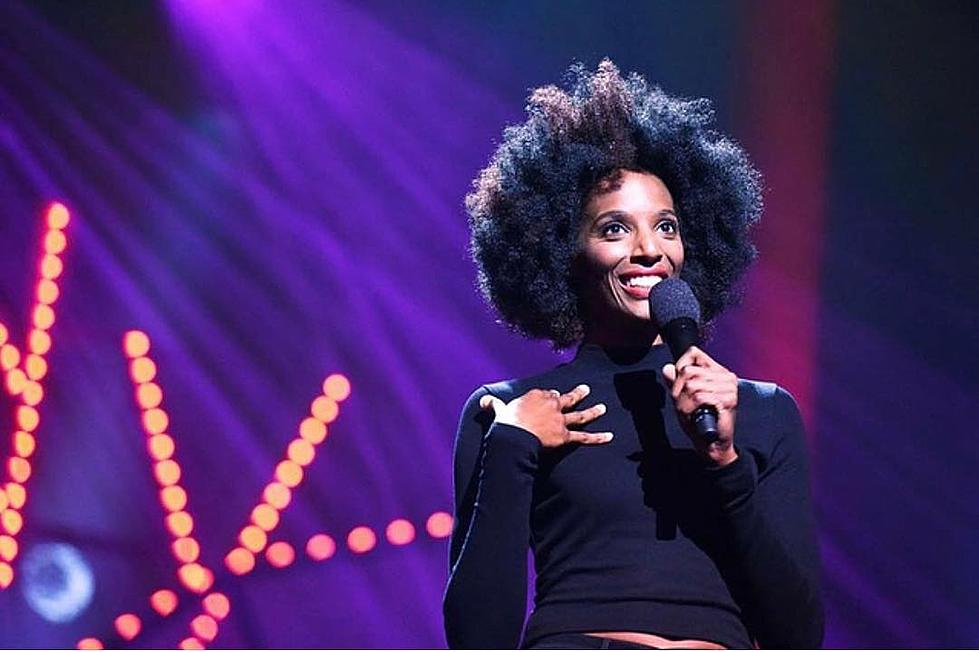
Zainab Johnson interprète Aleesha.

### Acteurs récurrents
- Jordan Johnson-Hines (VF : Jhos Lican) : Jamie
- Chris Williams (en) : Dave Antony
- Owen Daniels (VF : Jean-Charles Deval) : A.I. GUY
- Andrea Rosen (en) (VF : France Renard) : Lucy
- Josh Banday (VF : Erwan Tostain) : Ivan
- Christine Ko (en) (VF : Linda Verda) : Mandi
- Jessica Tuck (VF : Emmanuèle Bondeville) : Viv
- William B. Davis (VF : Philippe Ariotti) : David Choak
- Elizabeth Bowen (VF : Vanessa Van-Geneugden) : Fran Booth
- Chloe Coleman (VF : Nina Brégeau) : Nevaeh
- Julian Christopher (en) (VF : Jean-Paul Pitolin) : Ernie
- Rhys Slack (VF : Gwenaëlle Jegou) : Dylan
- Matt Ward (VF : Isma Ismaël) : Byron
- Barclay Hope (VF : Philippe Duchesnay) : Oliver Kannerman
- Yvetta Fisher (VF : Béatrice Michel) : Batia
- Hilary Jardine (saison 1) puis Vic Michaelis (à partir de la saison 2)(VF : Audrey Sourdive) : Mildred
- Scott Patey (VF : Jerome Wiggins) : Josh Pitzer

Introduits dans la saison 2
- Hiro Kanagawa (VF : Nicolas Dangoise) : Détective Sato
- Jessica Hayles (VF : Mélissa Bérard) : Rejoyce
- Peter Bryant (VF : Jean-Paul Pitolin) : Pasteur Rob
- Alexander Lecoy : Ludd Cullyn

### Invités
- Justin Stone : Dan (The Orbit Gum Guy)
- Philip Granger : Oncle Larry
- Phoebe Miu (VF : Soizic Fonjallac) : Yang
- Brea St. James : Dylan plus âgé
- Lucas Wyka : Jack Kannerman
- Matt Braunger (en) : Brad

 Source et légende : version française (VF) sur RS Doublage

## Production

### Développement
Le 8 septembre 2017, il est annoncé qu'Amazon a commandé un pilote pour une nouvelle série comédie/science-fiction créée par Greg Daniels. Le 28 juillet 2018, il a été annoncé que la série sera composée de dix épisodes. La série est produite par 3 Arts Entertainment et Greg Daniels est nommé producteur exécutif aux côtés d'Howard Klein.
Le 8 mai 2020, la série est renouvelée pour une deuxième saison, alors que la première saison n'était disponible que depuis une semaine sur Amazon Prime Video.
Le 11 mai 2022, la série est renouvelée pour une troisième saison.
Le 06 Mars 2024, il a été annoncé le renouvellement de la série pour une quatrième et dernière saison chez Prime Video.

### Distributions des rôles
En janvier 2018, il est annoncé que Robbie Amell et Andy Allo avaient été nommés respectivement dans les rôles principaux masculins et féminins du pilote,.
Alors que la série était en tournage pour la deuxième saison en février et mars 2021, Paulo Costanzo et Mackenzie Cardwell ont été choisis dans des rôles récurrents,. Dès l'annonce de la date de sortie, Robbie Amell, Andy Allo, Allegra Edwards, Zainab Johnson et Kevin Bigley ont tous été confirmés pour revenir pour la deuxième saison. Josh Banday, qui était récurrent dans la saison précédente, a été promu au rang de régulier de la série,.
Pour la troisième saison, Jeanine Mason rejoint la série.

## Épisodes

### Première saison (2020)
1. Bienvenue dans l'Upload (Welcome to Upload)
2. Cinq Étoiles (Five Stars)
3. Funérailles (The Funeral)
4. Problème technique (The Sex Suit)
5. Le Marché gris (The Grey Market)
6. Soirée pyjama (The Sleepover)
7. Visite guidée (Bring Your Dad to Work Day)
8. Achat de paradis (Shopping Other Digital After-Lives)
9. Mise à jour (Update Eve)
10. Freeyond (Freeyond)

### Deuxième saison (2022)
Dans cette nouvelle saison, l'« Ange gardien » Nora disparaît des Radars pour rejoindre une communauté de technophobes. Pendant ce temps à Lakeview, Nathan est contraint d'accueillir son ex., Ingrid, qui s'est « téléversée » (uploadée) pour lui.
1. Bon retour, monsieur Brown (Welcome Back, Mr. Brown)
2. Le Dîner (Dinner Party)
3. Robin des bois (Robin Hood)
4. Le Jour des familles (Family Day)
5. Fouille mentale (Mind Frisk)
6. L'Excursion (The Outing)
7. Download (Download)

### Troisième saison (2023)
Son téléversement commence le 20 octobre 2023.
1. Course contre la montre (Ticking Clock)
2. Fraise des bois (Strawberry)
3. La fête des Cybersoldes (Cyber Discount Day)
4. Médecin du Download (Download Doctor)
5. Mission de sauvetage (Rescue Mission)
6. Bribes de souvenirs (Memory Crackers)
7. Jour d'Upload (Upload Day)
8. En chair et en os (Flesh and Blood)